# アーロン・ガイエル
アーロン・コリン・ガイエル（Aaron Colin Guiel , 1972年10月5日 - ）は、カナダ連邦ブリティッシュコロンビア州バンクーバー出身の元プロ野球選手（外野手）、実業家。右投左打。2019年2月からは東京ヤクルトスワローズの編成部アドバイザーを務める。

## 経歴

### プロ入り前
ブリティッシュコロンビア州バンクーバーに生まれる。13歳の時に祖父からゴルフクラブやホッケースティックと共にキャッチャーミットをプレゼントされ、野球を始める。同時にアイスホッケーもプレーしており、ホッケーのスティックの持ち方が野球の左打ちに近かったため、左打者になった。ウッドランズ高校時代は学校に野球チームがなかったため、地域のクラブチームに所属。高校卒業時までは捕手であった。卒業後は不動産メンテナンスの職に付くが、1年後カナダの選抜チームに選ばれ、そこでの実力が評価されクワントレン大学に奨学金で進学、同時に外野手に転向する。

### プロ入りとマイナー時代
1992年のMLBドラフトでカリフォルニア・エンゼルスから21巡目（全体580位）で指名され、プロ入り。身体能力の高さ、野球選手としての伸びしろを評価されての指名であった。
1997年にトレードで、サンディエゴ・パドレスへ移籍。
2000年にFA選手としてオークランド・アスレチックスと契約。

### メキシカンリーグ時代
2000年3月に解雇され、4月1日にリーガ・メヒカーナ・デ・ベイスボルのオアハカ・ウォーリアーズに入団。メキシコ時代には「カナダに帰ることも考えた」というが、我慢してプレーを続けた。

### ロイヤルズ時代
2000年6月13日にカンザスシティ・ロイヤルズに移籍。ロイヤルズ傘下のAAA級オマハ所属時は抜け目のないプレースタイルで人気者だったという。
2002年6月22日、29歳で念願のメジャーデビュー。翌2003年は99試合に出場し、自己最高の打率.277・15本塁打・52打点を記録。
2004年8月12日のシカゴ・ホワイトソックス戦で、当時ホワイトソックスに在籍した2007年にヤクルトで同僚となる高津臣吾と1度だけ対戦している。結果は空振り三振であった。
2005年頃までメジャーとマイナーを往復する日々が続いたが、ジョージ・アリアス（元阪神）から日本球界についての話を聞き、イチローの活躍を目にしたことで、日本球界への興味が湧いていったという。
2006年のシーズン開幕前の3月に開催された第1回ワールド・ベースボール・クラシック(WBC)のカナダ代表に選出された。1次リーグ3試合で9打数2安打6三振という成績だった。

### ヤンキース時代
2006年7月5日にロイヤルズからニューヨーク・ヤンキースに移籍。松井秀喜がケガで戦列を離脱した後の外野を守ったが、シーズン終了後解雇された。ヤンキース所属時に、松井秀喜のひたむきな練習姿勢に感銘を受け、日本球界への熱意が湧いたと語っている。

### ヤクルト時代
2007年1月に東京ヤクルトスワローズと契約。前年に引退した土橋勝征から背番号5を引き継いだ。
開幕当初は一ヶ月で2割そこそこの打率にわずか2本塁打と、低調なスタートだった。バットをほとんど振らず四死球が非常に多く、低打率とかけ離れた高出塁率が話題になり、4月の終わりには1番を任された時期もあった。しかし5月には3割近い打率と8本塁打を打ち、5月後半からシーズン最後まで、過去数年間4番を打っていたアレックス・ラミレスを3番にし、4番を任された。8月1日の対阪神13回戦の5回表には、1イニング2死球のプロ野球最多タイ記録をマーク。衣笠祥雄が1976年8月31日の中日戦で記録して以来、31年ぶり2度目の記録となる。最終的にシーズン最多記録にあと1個と迫る23死球であった。9月以降に11本塁打を放つ活躍を見せた（ただし打点は15と少なかった）。本塁打王争いでは村田修一を1本差で追いかけ、シーズン最後の2試合はその村田のいる横浜戦であった。ガイエルは最終戦で2四球と勝負を避けられてしまい、本塁打王まであと1本の35本塁打でシーズンを終了した。また、10月7日の対広島東洋カープ戦・選手兼任監督であった古田敦也の引退試合では平凡なショートフライを打った際にボールが風に煽られ遊撃手の梵英心が深追いし左翼手の井生崇光と激突し落球。ボールはそのままフェンス前まで転がり、その間にガイエルはホームインし34号ランニングホームランとなる。記録は「左ゴ本」。また、来日してからそれほど足の速さをうかがえるようなプレーを一切していなかった為、このランニングホームランの際に野球中継では凄まじいスピードでダイヤモンドを駆け抜けるガイエルの姿が映し出された。打率は結局シーズン通して.250前後と低いままだったが、四死球が非常に多く(四球リーグ2位、死球リーグトップ)、リーグ32位の打率.245ながら出塁率.381はリーグ4位だった。また、来日1年目でヤクルト以外の11球団から本塁打を打った。20本塁打以上で翌年も契約延長になる条項で契約しており、2008年も残留する事となった。
2008年は、開幕から4番を任された。開幕から順調に本塁打を積み重ね、打率も一時は3割台を残していたが、4月25日の対中日ドラゴンズ戦での小田幸平との本塁クロスプレーの際に右肘を痛める。その後も試合に出続けたものの、本塁打は激減し打率も2割前後という前年以上の低打率に落ち込み、6月には登録を抹消される。長打力を重視した前任の古田敦也と異なり、この年から就任した高田繁は機動力野球を好み、福地寿樹、飯原誉士、川島慶三といった俊足好守の外野手を重用。彼らが結果を残したことにより、ガイエルの出番は更に失われた。シーズン終盤になってようやく一軍に復帰するも成績は上がらず、79試合で打率.200、11本塁打という期待を大きく裏切るシーズンになった。シーズン終了待たずに帰国し、右肘の骨片（ネズミ）を取り除くクリーニング手術を行った。10月5日付の日刊ゲンダイに「ヤクルトというチームが大好きだから、チームが必要としてくれるならばこのチームで頑張りたい」とコメントしており、ヤクルト球団にも「このチームで優勝したいんだ」という直筆の手紙を送って残留を希望していた。一時は来季の契約を結ばない方針であるという旨の報道もなされたが、後に契約保留リスト入り。球団側は右肘の状態や2年間の成績を総合的に考えた上で今後も経過を観察し、年内にも結論を出すとしていた。12月18日、手術した右肘の回復状況やチームプレー精神などが評価され、再びヤクルトと年俸大幅ダウンで1年契約を結んだことが発表された。
2009年は春季キャンプから調整も順調に進み、オープン戦20試合で打率.420、本塁打5本という好成績を残した。シーズン開幕から主に5番ライトで出場していたが、対左投手打率が一時1割台前半と低迷した事もあり、相手先発投手が左投げの試合ではスタメンを飯原誉士に譲る事も多かった。しかし、5月頃から打撃が上向きになってきた事や、それまで4番であったジェイミー・デントナの不振などから、一時は畠山和洋と日替わりで4番に据わることもあった。6月14日の対オリックス・バファローズ戦で、自身初の満塁本塁打、6月18日の対千葉ロッテマリーンズ戦でも自身初のサヨナラ本塁打を放つなど、貴重な大砲としてチームを牽引し、チームトップの27本塁打を打った。来日最高となる打率.267。80打点で、15死球で2度目の最多死球を記録し、打率リーグ19位ながら出塁率.367は9位、長打率.533は5位だった。守備面でも強肩を発揮して和田一浩とリーグトップタイの12補殺を記録、また2度のライトゴロを記録するなど攻守に渡って活躍した。オフに2011年シーズンまでの2年契約を結び残留した。
2010年も昨年と同様に開幕から5番・右翼で先発出場し、3月27日の対読売ジャイアンツ戦ではこのシーズンから導入されたビデオ判定第一号となる本塁打を放つなど序盤は好調だったが腰痛の影響からか5月に近づくにつれて打率が急降下し、本塁打が出ず出塁することもあまりなく、右翼手のスタメンを飯原誉士との併用が続いた。監督が小川淳司に代わり青木宣親が1番固定されたことに伴い打順が3番に移るものの依然調子が上がらず、その後は好調著しい飯原にスタメンを奪われた。スタメン出場した8月1日には失策で足を引っ張り、翌日に登録を抹消され、その後も腰を故障するなどし再度一軍に上がることはできず、9月23日に母国のカナダに帰国。帰国後の10月に内視鏡による腰のクリーニング手術を受けた。
2011年は前年度からの腰の故障が思わしくなかったことと、新加入のウラディミール・バレンティンの活躍などや外国人選手登録枠の関係もあり、一軍出場は11試合。9月21日に2011年シーズン限りでの現役引退を表明した。

### ロイヤルズ復帰
2012年2月に、古巣・ロイヤルズ傘下のルーキーリーグ球団との間で、選手兼打撃コーチとしての契約を締結。契約当初は、「将来的にコーチになるための過程として、選手兼コーチの役割を担うことを楽しみにしている」と話していた。実際には選手として試合に出場せず、コーチの役割に専念したが、シーズン終了後に退団した。

### 現役引退後
2013年にアメリカ合衆国アリゾナ州でAPEX POOLS（プールの施工会社）を設立すると、オーナー兼社長に就任した。
2019年2月に、古巣のヤクルト球団編成部との間でアドバイザー契約を締結。契約後は、アメリカ合衆国内でのスカウティング活動にも従事する。

## 人物
弟のジェフ・ガイエルはかつてマイナーリーグでプレーした外野手で、アテネオリンピックの野球カナダ代表にも選ばれている。なお、この際、日本メディアは名前を「ガイエル」ではなく「グイエル」と表記していた。
メジャーでも話題になるほど真面目な練習好きであった。ヤンキースへ移籍した際、松井秀喜の練習を参考にしようと自ら会いに行ったほどであった。
死球を受けてもガイエルは当てられた時に怒りを表す仕草や挑発する様子もなく、無表情で淡々と一塁に向かう。これは本人の「死球も野球の一部である」「死球の出塁もヒットと同じ」「投手は打者を抑えようとし、投げ損なって死球になるだけだから（当てられたからといって）怒ってはいけない」という野球観によるものである。。2010年3月27日、巨人戦で金刃憲人に頭部付近にボールを投げられた時は珍しく激怒し（この試合では巨人投手陣は既にヤクルトに対しガイエルへの1死球を含め3つの死球を出していた）、金刃に詰め寄ったため両軍の選手が飛び出してくる事態となったが乱闘にまでは発展しなかった。
スワローズ時代は、チーム内で「A.G.（エー・ジー）」と呼ばれていた。つば九郎のブログでも「え〜じ〜」と書かれている。
- 応援歌本編歌詞に、出身国であるカナダの国歌を原曲とした前奏がつけられた。ベネズエラ国歌を原曲とするラミレスと同じく、前奏に歌詞がついている。
- ロールプレイングゲームの「ラングリッサー」シリーズのキャラクター「魔将軍ガイエル」と同じ名前であり、ガイエルという名前の語感がいかにも悪役風の名前（似た名前の悪役キャラには「イナズマンF」のガイゼル総統などがいる）であったため、シーズン前からネット上では「魔将」というあだ名で呼ばれていた。2008年5月10日付の東京スポーツ紙上において、この件に関するインタビュー記事が掲載された。“一部のファンの間でMagical Generalという呼び名が広まっている”と通訳が伝えると「（いい意味であるならば）ニックネームで親しんでもらえるのはうれしい」と答えている。なお記者は「（打率が低いのに）OPSが高いから」とevilな意味での真の由来は本人には伏せて、やや歪曲して伝えているようである。
- 四死球の多い「待ち」の打撃スタイルから、対戦型格闘ゲーム『ストリートファイター』シリーズにおける待機戦法「待ちガイル」にひっかけて「待ちガイエル」と書かれる事もあった。2007年のシーズン直前に伊集院光がラジオ番組で新外国人選手のあだ名を募集したところ、機動戦士ガンダムの端役に「ガイエル少佐」というキャラがいる（そして「待ちガイル」の元ネタとなったキャラクターであるアメリカ空軍パイロット、ガイルの階級でもある）ため「少佐」とあだ名つけられた事もある。このように何故か野球以外が由来となったネタが多く付随している。
- 2008年以降、本塁打を打ちホームに戻ってきた後、カメラに向かってエド・はるみのギャグ「グ〜」をパフォーマンスとして行っている。これは前年に退団した元チームメイトのアレックス・ラミレスを意識してのもので、当時の同僚であるアダム・リグスも猫ひろしのギャグ「にゃー!」を行っていた。さらに2009年からは、ヒーローインタビューで北島康介の決め台詞「チョーキモチイイ!」をパフォーマンスとして行っている。
- 2007年5月27日に放送されたJ-SPOの企画、「メジャーを超えろ 日本握力バトル」にラミレスと共に登場。当初はラミレスの付き添いという事で、ラミレスが握力を計る際に左手を握ってあげるなど微笑ましい一面を見せたが、ラミレスが暫定トップの75.2kgを記録した直後にガイエルも握力計測に挑戦。そして78.5kgを記録し、ラミレスの記録を塗り替えた。
- 非常に人柄が良い人物であるが、2007年オフに退団し、巨人に移籍したセス・グライシンガーに対しては「ブー！！グライシンガーは投げる前に、腐った鳥を食べさせて病気にしてしまえばいいのさ。」と冗談交じりにではあるがバッシングしている。
- 2009年10月11日の中日戦、ジェイミー・デントナのレフトポール際の当たりに対するHRの判定を不服として審判に抗議する落合監督に対して『Let’s省Time!』（NPBの地球温暖化防止活動の一環である試合時間短縮のスローガン）の看板を持ち皮肉っていた。

## プレースタイル
守備能力の指標を表すレンジファクターは毎年リーグトップクラスで、2007年に監督を務めていた古田敦也も「ガイエルは守備上手いですよ」と評価した。元同僚のアダム・リグスは「選球眼はよく、守備も素晴らしい。5つの長所（スピード、ヒッティング、パワー、肩、守備）を持っている」と評していた。

## 詳細情報

### 年度別打撃成績
| 年 度    | 球 団    | 試 合 | 打 席 | 打 数 | 得 点 | 安 打 | 二 塁 打 | 三 塁 打 | 本 塁 打 | 塁 打 | 打 点 | 盗 塁 | 盗 塁 死 | 犠 打 | 犠 飛 | 四 球 | 敬 遠 | 死 球 | 三 振 | 併 殺 打 | 打 率 | 出 塁 率 | 長 打 率 | O P S |
| -------- | -------- | ----- | ----- | ----- | ----- | ----- | -------- | -------- | -------- | ----- | ----- | ----- | -------- | ----- | ----- | ----- | ----- | ----- | ----- | -------- | ----- | -------- | -------- | ----- |
| 2002     | KC       | 70    | 269   | 240   | 30    | 56    | 13       | 0        | 4        | 81    | 38    | 1     | 5        | 2     | 4     | 19    | 1     | 4     | 61    | 3        | .233  | .296     | .338     | .633  |
| 2003     | KC       | 99    | 401   | 354   | 63    | 98    | 30       | 0        | 15       | 173   | 52    | 3     | 5        | 2     | 5     | 27    | 0     | 13    | 63    | 3        | .277  | .346     | .489     | .835  |
| 2004     | KC       | 42    | 157   | 135   | 15    | 21    | 4        | 0        | 5        | 40    | 13    | 1     | 1        | 1     | 1     | 17    | 0     | 3     | 42    | 3        | .156  | .263     | .296     | .559  |
| 2005     | KC       | 33    | 121   | 109   | 18    | 32    | 5        | 0        | 4        | 49    | 7     | 1     | 0        | 0     | 1     | 6     | 1     | 5     | 21    | 3        | .294  | .355     | .450     | .805  |
| 2006     | KC       | 19    | 59    | 50    | 9     | 11    | 3        | 0        | 3        | 23    | 7     | 0     | 0        | 0     | 0     | 7     | 0     | 2     | 11    | 1        | .220  | .339     | .460     | .799  |
| 2006     | NYY      | 44    | 92    | 82    | 16    | 21    | 3        | 0        | 4        | 36    | 11    | 2     | 1        | 0     | 0     | 7     | 0     | 3     | 20    | 2        | .256  | .337     | .439     | .776  |
| '06計    | NYY      | 63    | 151   | 132   | 25    | 32    | 6        | 0        | 7        | 59    | 18    | 2     | 1        | 0     | 0     | 14    | 0     | 5     | 31    | 3        | .242  | .338     | .447     | .785  |
| 2007     | ヤクルト | 142   | 611   | 497   | 78    | 122   | 18       | 0        | 35       | 245   | 79    | 2     | 1        | 0     | 3     | 88    | 4     | 23    | 147   | 3        | .245  | .381     | .493     | .874  |
| 2008     | ヤクルト | 79    | 265   | 225   | 27    | 45    | 11       | 0        | 11       | 89    | 35    | 2     | 1        | 0     | 4     | 25    | 0     | 11    | 56    | 6        | .200  | .306     | .396     | .701  |
| 2009     | ヤクルト | 128   | 482   | 409   | 62    | 109   | 26       | 1        | 27       | 218   | 80    | 2     | 1        | 0     | 5     | 53    | 4     | 15    | 101   | 6        | .267  | .367     | .533     | .900  |
| 2010     | ヤクルト | 81    | 309   | 251   | 33    | 50    | 7        | 0        | 16       | 105   | 41    | 0     | 3        | 0     | 0     | 42    | 1     | 16    | 70    | 3        | .199  | .350     | .418     | .768  |
| 2011     | ヤクルト | 11    | 34    | 29    | 3     | 4     | 2        | 0        | 1        | 9     | 4     | 0     | 0        | 0     | 0     | 3     | 0     | 2     | 11    | 1        | .138  | .265     | .310     | .575  |
| MLB：5年 | MLB：5年 | 307   | 1099  | 970   | 151   | 239   | 58       | 0        | 35       | 402   | 128   | 8     | 12       | 5     | 11    | 83    | 2     | 30    | 218   | 15       | .246  | .322     | .414     | .736  |
| NPB：5年 | NPB：5年 | 441   | 1701  | 1411  | 203   | 330   | 64       | 1        | 90       | 666   | 239   | 6     | 6        | 0     | 12    | 211   | 9     | 67    | 385   | 19       | .234  | .357     | .472     | .829  |

- 各年度の太字はリーグ最高

### 記録
NPB初記録
- 初出場・初先発出場：2007年3月30日、対中日ドラゴンズ1回戦（ナゴヤドーム）、5番・右翼手として先発出場
- 初安打：同上、8回表に川上憲伸から右前安打
- 初打点：2007年4月10日、対横浜ベイスターズ1回戦（横浜スタジアム）、1回表に寺原隼人から左前適時二塁打
- 初本塁打：2007年4月22日、対中日ドラゴンズ6回戦（明治神宮野球場）、4回裏に中田賢一から右越ソロ
- 初盗塁：2007年8月25日、対横浜ベイスターズ14回戦（明治神宮野球場）、8回裏に二盗（投手：加藤武治、捕手：鶴岡一成）

NPBその他記録
- 外野手レンジファクター（RF/G）1位：1回 （2007年：1.97）[18]
- 1イニング2死球：2007年8月1日、対阪神タイガース13回戦（阪神甲子園球場）、5回表に下柳剛・岩田稔から　※史上2人目

### 背番号
- 45 （2002年 - 2006年途中）
- 46 （2006年途中 - 同年終了）
- 5 （2007年 - 2011年）

### 登場曲
- The Tragically Hip - New Orleans is Sinking

### 代表歴
- 2006 ワールド・ベースボール・クラシック・カナダ代表